# Лімеренція

Психея, відроджена поцілунком Амура, від Антоніо Канова, перша версія 1787—1793

Лімеренція (англ. limerence) — стан свідомості, який виникає внаслідок романтичних або неромантичних почуттів до іншої людини і зазвичай включає нав'язливі, меланхолійні думки або трагічні переживання за об'єкт своєї прихильності, разом з бажанням сформувати або підтримувати стосунки з об'єктом закоханості і отримати відповідь на свої почуття.
Психологиня Дороті Теннов впровадила термін «лімеренція» як самовільну милозвучну зміну терміну «закоханість», щоб описати концепцію-результат її робіт середини 1960-х років, яка оформилася у неї після інтерв'ювання понад 500 людей на тему любові.
Антропологиня і письменниця Гелен Фішер пише, що збір даних про романтичне тяжіння почався з книги вищезгаданої Теннов Любов і стриманість (1979), в якій Теннов зібрала результати опитувань, щоденні записи та инші особисті свідчення. Фішер вважає, що «лімеренція — це романтичне кохання, з усіма його почуттями і поведінками». Вона описує лімеренцію Теннов як «набір психологічних рис, пов'язаних із закоханістю», і вважає, що вона є частиною біологічної системи привабливості, пов'язаної з вибором партнера у ссавців.
Інтенсивна, румінативна романтична фіксація пов'язана з дофаміновими ланцюгами винагороди в мозку, а закоханість може знизити рівень серотоніну, в наслідок дій нав'язливих думок.

## Ефекти

### Фізичні
Фізіологічні ефекти інтенсивної лімеренції можуть включати задишку, пітливість, прискорене серцебиття, тремтіння, почервоніння і метелики в животі.

### Психологічні
На поведінковому рівні переважають збентеження, заїкання, сором'язливість і розгубленість. Переважає відчуття паралізації та невизначеності, що супроводжується тугою. Переривчасті або невзаємні відповіді від об'єкта прихильності призводять до несталого коливання між відчаєм та екстазом. Ця несталість призводить до психічної прострації.
Чутливість, що виникає через страх відторгнення, може затьмарювати сприйняття мови тіла об'єкта у стані лімеренції. Можуть відображатися суперечливі один до другого прагнення, що спричиняє плутанину у суб'єкта. Часто об'єкт лімеренції зайнятий з іншою людиною або через інші обставини є недоступним.
Розвивається стан постійної настороженості, підвищується усвідомленість і з'являється величезний запас енергії, який можна спрямувати на досягнення лімеренційної мети. Фізичні наслідки психологічного стану лімеренції відчуваються всередині грудної клітки, внизу горла, в кишках, в деяких випадках в області живота. Це можна інтерпретувати як екстаз в моменти взаємності, але подібні фізичні відчуття частіше проявляються під час відчаю у моменти відмови об'єкта суб'єктові.

## Сексуальність
Усвідомлення фізичного потягу відіграє ключову роль у розвитку лімеренції, але цього недостатньо для задоволення лімерентного тяжіння у почуттях, і майже ніколи не є основним фокусом; натомість лімерент зосереджується на тому, що можна визначити як "корисні атрибути". Однак, Теннов підкреслює, що "найбільш послідовним бажаним результатом лімеренції є спарювання, не просто сексуальна взаємодія, а наявністю відданості".
Сексуальні фантазії відрізняються від лімерних фантазій. Лімеретні фантазії вкорінені в реальності і є нав'язливими, а не добровільними. Сексуальні фантазії знаходяться під більш-менш добровільним контролем і можуть включати незнайомих людей, уявних осіб і ситуації, які не могли б відбутися. Лімеренція підвищує температуру тіла і посилює розслаблення, формує відчуття, неначе людина дивиться на світ крізь рожеві окуляри, що ініціює схильність до сексуальності й мрійливості.
Зазвичай люди можуть збуджуватися від думки про сексуальних партнерів, дій та ситуацій, які насправді не є їхніми бажаними планами, тоді як кожна деталь лімерентної фантазії пристрасно бажана та сприймається відповідним індивідом як план дій. Лімеренція іноді підвищує сексуальний інтерес до інших партнерів, коли лімерентний об'єкт несприйнятливий або недоступний.

## Тривалість
За оцінками Теннов, заснованими на даних анкетування та інтерв'ю, середня тривалість лімерентної реакції, з моменту ініціації до досягнення відчуття стану нейтралітету, становить приблизно три роки. Крайні випадки можуть бути як короткими — кілька тижнів, так і довгими — десятиліття. Коли лімеренція коротка, її максимальна інтенсивність може бути не досягнута. За словами доктора медицини Девіда Сака, лімеренція триває довше, ніж романтичне кохання, але коротше, ніж здорове, віддане партнерство. Інші припускають, що "біогенетичне походження лімеренції визначає її обмеження у терміні, за визначенням це дворічний період".

## Наслідки
У своєму дослідженні Теннов визначила три варіанти розвитку подій, у яких лімеренція припиняється:
- Консумація (взаємність)

Кожен суб'єкт у стані лімеренції має дещо індивідуальне уявлення про взаємність, і реакції на отриману взаємність різняться. Деякі ліметери залишаються у стані лімеренції (як задокументовано Теннов), тоді як в інших ліметерів зменшуються почуття марення до тієї міри, де вже з'являється рішучість, впевненість, та оцінка дійсності. Деякі ліметери не досягають жодного "реального" завершення (наприклад, фізичного або у формі фактичних стосунків) свого марення, але виявляють, що їхня лімеренція зменшується після того, як об'єкт прихильності відповідає подібними почуттями.
- Голодування (відсутність взаємності)

Відсутність будь-якої відповіді призводить до того, що лімерент поступово десенсибілізується. Десенсибілізація може потребувати тривалого часу, і в цьому випадку латентна гіперчутливість лімерента може призвести до того, що будь-яка увага з боку об'єкта прихильності, незалежно від того, наскільки незначна, буде інтерпретуватися як привід для надії, що прискорює відновлення лімеренції.
- Перенесення (зміна об'єкта)

Лімерент переносить свої романтичні почуття на іншу особу, тим самим припиняючи початкову лімеренцію; в такому випадку іноді об'єкт прихильності лімеренції також переноситься і тому у суб'єкта цей стан може продовжуватися.

## Критика
У передмові 1999 року до перевидання Любов і поблажливість Дороті Теннов описує лімеренцію як аспект базової людської природи, зазначає, що: "Реакція на теорію лімеренції залежить частково від знайомства з доказами на її користь, а частково від особистого досвіду. Люди, які не стикалися з лімеренцією, спантеличені її описами й зазвичай не сприймають докази її існування. Для таких сторонніх спостерігачів лімеренція здається патологією".
У 2008 році Альберт Вейкін, який був знайомий з Теннов в Університеті Бріджпорта, однак не мав участі у її дослідженнях, і Дуєн Во, аспірант, опублікували статтю з суперечливою теорією. Вейкін і Во стверджували, що лімеренція "однозначно негативна", "проблемна" і схожа на обсесивно-компульсивний розлад (нав’язливе кохання) і розлад вживання психоактивних речовин.
За словами Вейкіна і Во, попри згадки терміну "лімеренція" у ЗМІ, таких як: книги самодопомоги, журнали та інтернет-джерела; "професійна спілка, особливо клінічна, загалом не впевнена у цій концепції".
У 2008 році Вейкін і Во також представили свою роботу Американській асоціації поведінкових і соціальних наук, але припустили, що необхідно провести набагато більше досліджень, перш ніж лімеренцію можна буде включити в Діагностичний і статистичний посібник з психічних розладів (DSM). Вони почали проводити дослідження, але не опублікували його результати.
Теннов зауважила, що навіть ті респонденти (у контексті проведених нею інтерв'ю для книги), які відчували нав'язливу, тривожну, нерозділену лімеренцію, були "повністю дійовими, раціональними, емоційно стабільними, нормальними, не-невротичними, непатологічними членами суспільства", і що, за винятком лімеренції "їх стан класифікується як відповідальний і цілком розсудливий". Вона припускає, що в психіатрії лімеренцію занадто часто трактують як "психічну хворобу". Такі трагедії, як насильство, пов'язані з лімеренцією, коли вона "посилюється і спотворюється" є іншими умовами, які вона протиставляє "чистій лімеренції".
Критики стверджують, що розповідь Теннова "базується на інтерв'ю, а не на прямому спостереженні", але роблять висновок, що "попри свої недоліки, робота Теннов може стати основою для формулювання обґрунтованої гіпотези у майбутньому".